# Walter Gruhn
 Walter Gruhn  ist ein deutscher zeitgenössischer Informationstechnologe und Wissenschaftler, der als IT-Experte in führender Position im Bereich der Informations- und Datenverarbeitung bei der Stiftung Wissenschaft und Politik, der deutschen Forschungseinrichtung für außen- und sicherheitspolitische Fragen, beschäftigt war. Inzwischen ist er pensioniert. Er lebt in Berlin.  Er ist Mitarbeiter der Berlin-Brandenburgischen Akademie der Wissenschaften.